# Condado de Boone (Illinois)
O Condado de Boone é um dos 102 condados do estado americano de Illinois. A sede do condado é Belvidere, e sua maior cidade é Belvidere. O condado possui uma área de 730 km² (dos quais 2 km² estão cobertos por água), uma população de 41 786 habitantes, e uma densidade populacional de 57 hab/km² (segundo o censo nacional de 2000). O condado foi fundado em 4 de maio de 1843.